# みのる産業

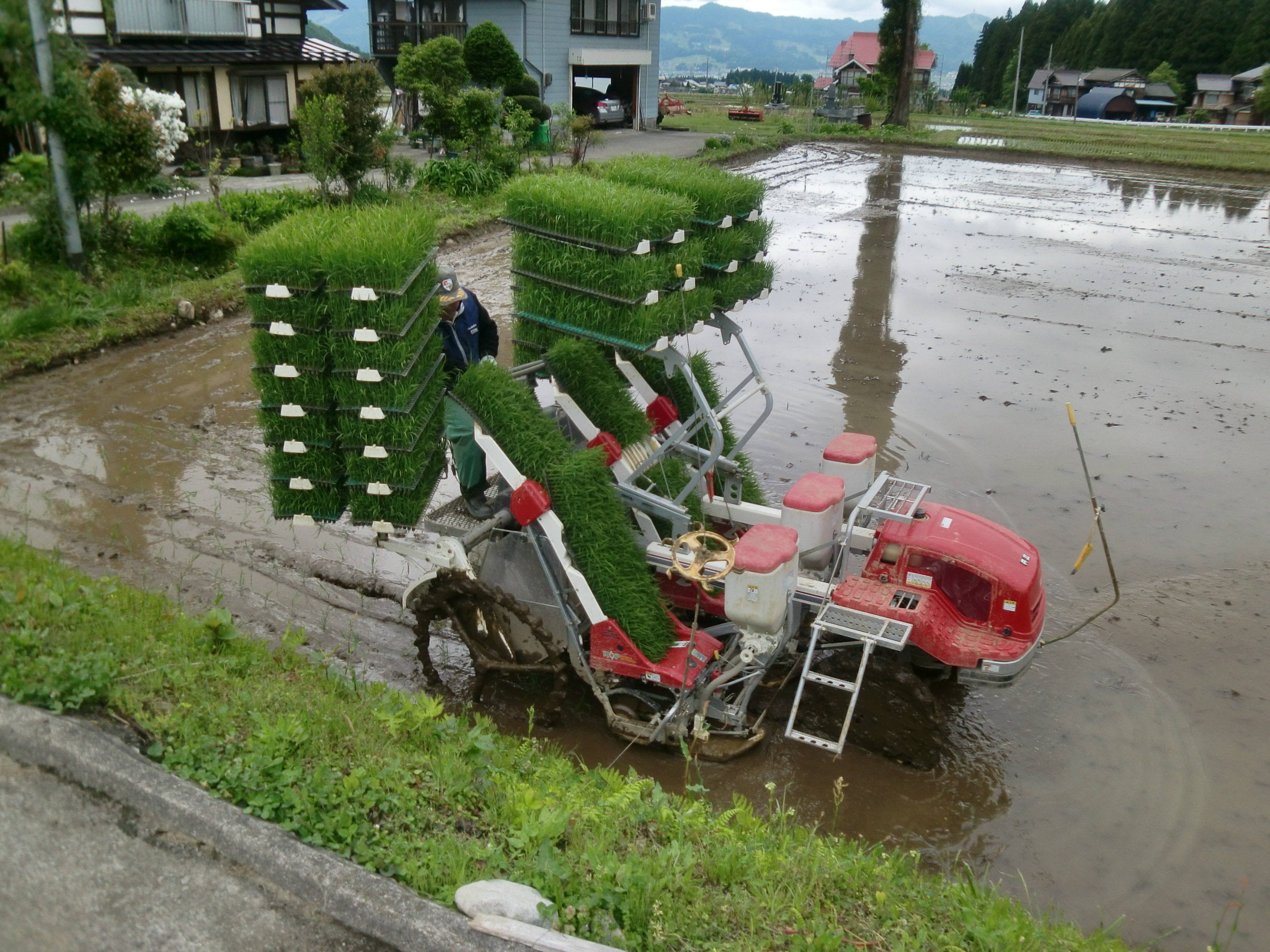
ポット成苗田植機

みのる産業株式会社（みのるさんぎょう、英文名称：MINORU INDUSTRY CO.,LTD）は、岡山県赤磐市下市に本社を置く農業機械製造企業である。

## 概要
主力の田植機は、大手4社（クボタ、ヤンマー、井関農機、三菱マヒンドラ農機）のマット苗（稚苗）式と違った独自開発のポット苗（成苗）であり、北海道では60％のシェアを誇る。また、農業機械の他に家庭用の餅つき機や精米機の製造販売も行っている。
創業者の生本が社是とした「創意工夫」を守る研究開発型の企業である。同社の開発、設計、製造する農業機械には独特なものが多く、「農機具界のソニー」とも呼ばれるなどその独自性から他メーカーから良い意味で異端と表現されることもある。知的財産権の活用も独創的で、同社が発明し特許を得た家庭用餅つき機については特許使用料を得るのではなく、特許を無料開放する代わりに一定量の生産を請け負う形を取っている。

## 沿革
- 1945年（昭和20年）10月 - 創業者の生本實が個人経営で農機具製造を開始する[3]。
- 1949年（昭和24年）7月 - みのる産業株式会社設立[3]。社名は創業者の生本實から取られた。
- 1987年（昭和62年）11月 - 創業者の生本實が勲四等旭日小綬章を授与される。

## 事業内容
- 農業機械
  - 田植機、乗用水田除草機[4]（多数回中耕除草増収効果[5][6][7]）、不耕起直播機、播種機、防除機、散粒機、玉葱移植機、野菜定植機など。
- 食品加工機
  - 餅つき機、精米機、全自動玄米プロセッサーなど。
- 花卉関係器材
  - 水耕栽培器、家庭用小型温室など。
- 環境関連商品
  - 固化培土エクセルソイル。壁面緑化事業など。
- ゴルフ関係機
  - ゴルフ練習場専用打球機。

## 事業所
- 本社・工場
  - 〒709-0892岡山県赤磐市下市447
- 東京支店
  - 〒337-0042埼玉県さいたま市見沼区南中野210
- 長野営業所
  - 〒389-1104長野県長野市豊野町浅野582-4
- 九州支店
  - 〒818-0066福岡県筑紫野市大字永岡1020-1
- 北海道工場
  - 〒068-2165北海道三笠市岡山214-6

## グループ会社
- みのる化成株式会社（1961年11月設立）
- 株式会社みのるガーデンセンター（1966年6月設立）
- みのる産業株式会社（1992年7月設立）
- 株式会社みのるゴルフセンター（1973年7月設立）
- みのるホテル事業株式会社（後楽ホテル）（1998年11月設立）